# ペロミクサ目
ペロミクサ目はミトコンドリアを欠き嫌気的ないし微好気的環境に適応したアメーバ様生物からなる目。淡水環境の堆積物中で自由生活を送るものが多いが、動物の腸管に寄生するものも含まれている。2013年の時点で9属248種が知られている。

## 特徴
典型的には鞭毛を持った自由生活性アメーバで、細胞質が透明なことが特徴的である。鞭毛装置が対にならず、基部に円錐状に配列した微小管が付属している。

## 分類
古典的には肉質虫亜門葉状仮足綱無殻アメーバ亜綱に所属していた。分子系統解析に基づきアメーバ動物門アーケアメーバ綱の所属となっている。
ペロミクサ目の下位分類として安定的に受け入れられているのはペロミクサ科とマスチゴアメーバ科の2科で、これに加えて分子系統解析に基づき独立させられたRhizomastixidae科がある。
ペロミクサ科とマスチゴアメーバ科の形態的特徴を兼ね備えるものとしてTricholimacidae科が設立されているが、分子情報がなく位置不詳である。かつてエントアメーバ科を含めることもあったが、分子系統解析によればエントアメーバ科はペロミクサ目には含まれない。またかつてのエントアメーバ科のうち、一部をEndolimacidae科として含めることもあるが、分子系統解析によればこれらはマスチゴアメーバ科の内部に含まれる。

## 歴史
ペロミクサ目は1976年にペロミクサ1属のみを含む分類群として設立されたが、1988年に鞭毛などの電子顕微鏡観察に基づきマスチゴアメーバ類を含めるようになった。この2群の近縁性は1875年とかなり古くから指摘されている。一方でトーマス・キャバリエ＝スミスはミトコンドリアを持たないアメーバという共通性から、1983年にアーケアメーバとしてまとめて取り扱った。アーケアメーバ類にはさらにエントアメーバ科が含められているが、エントアメーバ科とペロミクサ目との系統関係は長い間明確にならなかった。そもそも何がアーケアメーバ類に含まれるのかがかなり流動的でエントアメーバ科が外された時期もあること、また古典的にはエントアメーバ科だと考えられていた寄生性の生物が分子系統解析によってマスチゴアメーバ科に移され、さらにエントアメーバ科自体がペロミクサ目に含まれている可能性まで示唆されていたことなどの問題が挙げられる。その間アーケアメーバ類とペロミクサ目とは同義語と捉えられることも多かった。分子情報の蓄積と解析手法の洗練が進み、2016年にエントアメーバ科はペロミクサ目には含まれないことが明確になり、この両者がアーケアメーバ綱に所属するという形で整理がなされている。